# Mimudea albiflua
Mimudea albiflua là một loài bướm đêm trong họ Crambidae.